# Макаров, Сергей Владимирович (физик)
Серге́й Влади́мирович Мака́ров (род. 25 апреля 1988, Владивосток) — российский физик, специалист в области оптики и нанотехнологий, доктор физико-математических наук, руководитель лаборатории «Гибридной нанофотоники и оптоэлектроники» Университета ИТМО. Лауреат Премии Президента Российской Федерации в области науки и инноваций для молодых учёных (2019).

## Биография
Родился 25 апреля 1988 года во Владивостоке в семье преподавателей ДВПИ В. В. Макарова и Н. В. Макаровой.
В 1995 году поступил в гимназию при Педагогическом училище г. Владивосток, а в 2000 году был принят в Технический лицей г. Владивосток, который окончил в 2005 году.
В 2005 году поступил в Институт радиоэлектроники, информатики и электротехники (ИРИЭТ) ДВГТУ на специальность «Квантовая электроника», где проучился до 2008 года. После успешного завершения трёх лет подготовки был принят по целевой программе обучения в МИФИ.
В 2011 году окончил Национальный исследовательский ядерный университет "МИФИ" по специальности: «Физика твёрдого тела и фотоника».
В 2013 году в рамках стипендии Президента РФ для обучения за рубежом проходил стажировку в Венском техническом университете.
В 2014 году в Физическом институте им. П. Н. Лебедева РАН защитил диссертацию по специальности «Лазерная физика» на соискание учёной степени кандидата физико-математических наук на тему «Нано- и микроструктурирование поверхности металлов и полупроводников в воздухе при воздействии фемтосекундных лазерных импульсов».
В 2015 году в рамках программы ITMO Fellowship перешёл в Университет ИТМО на должность постдока.
В 2017 году в сотрудничестве с профессором Анваром Захидовым (Техасский университет г. Даллас, США) создал Лабораторию «Гибридной нанофотоники и оптоэлектроники» на Физико-техническом факультете Университета ИТМО.
В 2018 году защитил диссертацию на соискание учёной степени доктора физико-математических наук в ИТМО по специальности «Оптика» на тему «Взаимодействие интенсивного лазерного излучения с оптически резонансными кремниевыми наноструктурами».
В 2019 году стал Лауреатом Премии Президента Российской Федерации в области науки и инноваций для молодых учёных.
С 2020 года — профессор Физико-технического факультета Университета ИТМО.
В 2021 году избран деканом факультета «Фотоники» ИТМО.
По состоянию на 2023 год является главным научным сотрудником ИТМО.

## Научная деятельность
Является автором более 200 публикаций в изданиях, индексируемых базами Web of Science и Scopus.
Основные научные результаты относятся к области нанофотоники, лазерной физики и нанотехнологий и отражены в публикациях ведущих международных изданий (Advanced Materials, ACS Nano, Nano Letters и др.), где сформулированы концепции, защищённые пятью российскими патентами.
Внёс существенный вклад в разработку новой методологической платформы создания и применения оптически резонансных полупроводниковых наночастиц. Это позволило добиться усиления до тысяч раз ряда оптических эффектов, связанных с использованием энергии света, взаимодействующего с наночастицами.
Разработанная платформа легла в основу ряда новых оптических устройств, размерами много меньше длины волны света, предназначенных для управления светом и диагностики на наномасштабе для задач повышения скорости модуляции оптического сигнала, ускорения работы ближнепольного микроскопа, повышения эффективности тонкоплёночных солнечных батарей, а также локализованной гипертермии раковых клеток.

## Награды, признание
- Лауреат молодёжной премии им. Н. Г. Басова — 2014, за разработку новых методов лазерных нанотехнологий;
- Лауреат Премии Правительства г. Санкт-Петербург для молодых учёных — 2015[9];
- Золотая медаль и Премия Алфёровского фонда среди студентов и молодых учёных в номинации «Фотоника» на лучшую научно-исследовательскую работу, имеющую важное значение для фундаментальной и прикладной науки — 2016, за цикл работ «Нелинейные перестраиваемые полупроводниковые и гибридные наноантенны»[10].
- Лауреат Премии и Медали РАН для молодых учёных — 2018, за цикл работ «Оптически активные наноантенны»[11][12];
- Лауреат Премии Президента Российской Федерации в области науки и инноваций для молодых учёных — 2019, за разработку новой платформы для наноразмерных оптических устройств на базе полупроводниковой нанофотоники.
- Лауреат Премии Research Excellence Award Russia — 2021, как самый продуктивный и высокоцитируемый молодой учёный в области инженерных наук и технологии[13].
- Премия Правительства Санкт-Петербурга за выдающиеся научные результаты в области науки и техники в 2023 году. Номинация естественные и технические науки — премия имени Л. Эйлера (Постановление Правительства Санкт-Петербурга от 23.05.2023 № 483). «За разработку подходов к улучшению характеристик оптических и оптоэлектронных устройств за счет использования оптически резонансных полупроводниковых наночастиц».

## Увлечения, хобби
Основное увлечение — шахматы, которыми начал заниматься с 6 лет. В 2005 году выполнил норматив мастера ФИДЕ (максимальный рейтинг Эло 2338). Участник первенств России по шахматам среди юношей 2002 и 2004 года. Многократный призёр первенств Приморского края и Дальнего Востока среди юношей.
Сделал вклад в развитие рашбола, сначала как игрок студенческих команд, а затем и как судья соревнований. Является одним из учредителей Федерации рашбола Приморского края. В качестве главного арбитра судил матчи Ассоциации рашбола Санкт-Петербурга (2016).

## Семья
Отец — Макаров Владимир Владимирович, профессор, учёный-геомеханик, Президент Федерации рашбола Приморского края.
Мать — Макарова Наталья Валентиновна, канд. техн. наук.
Жена — Макарова Екатерина Константиновна, выпускница МИФИ, инженер ИТМО.
Дочь — Макарова Каисса Сергеевна (2016 г.р.)